# Gervaise
Gervaise is een Franse dramafilm uit 1956 onder regie van René Clément. Het scenario is gebaseerd op de roman L'Assommoir (1877) van de Franse auteur Émile Zola.
In de film toont regisseur Clement zijn pessimistische kijk op de individuele vrijheid, in een donkere, realistische film zonder medeleven voor de getoonde personages. De film werd geloofd voor de sterke vertolkingen.

## Samenvatting
Parijs, ten tijde van het Tweede Franse Keizerrijk. De wasvrouw Gervaise staat er alleen voor sinds haar minnaar Lantier haar en hun twee kinderen in de steek heeft gelaten. Toch begint ze weer in de liefde te geloven wanneer ze de hardwerkende dakwerker Coupeau ontmoet. Gervaise en Coupeau trouwen en krijgen een dochter, Nana. Hun geluk is echter van korte duur want door een valpartij kan Coupeau niet meer werken. Als gevolg van zijn gedwongen inactiviteit begint hij te drinken. Gervaise laat de moed niet zakken en opent een wasserij. Ze kan echter de ontaarding van haar man niet tegenhouden. Tot overmaat van ramp doemt Lantier weer in haar leven op. Gek van woede vernielt de jaloerse en dronken Coupeau de wasserij.  

## Rolverdeling
| Acteur              | Personage          | Beschrijving         |
| ------------------- | ------------------ | -------------------- |
| Maria Schell        | Gervaise Macquart  | wasvrouw             |
| François Périer     | Coupeau            |                      |
| Suzy Delair         | Virginie Poisson   | rivale van Gervaise  |
| Armand Mestral      | Lantier            | minnaar van Gervaise |
| Jany Holt           | mevrouw Lorilleux  |                      |
| Mathilde Casadesus  | mevrouw Boche      | conciërge            |
| Florelle            |                    | moeder van Coupeau   |
| Micheline Luccioni  | Clémence           |                      |
| Lucien Hubert       | meneer Poisson     |                      |
| Jacques Harden      | Goujet             |                      |
| Jacques Hilling     | meneer Boche       | conciërge            |
| Hélène Tossy        | mevrouw Bijard     |                      |
| Amédée              | Mes Bottes         |                      |
| Hubert de Lapparent | meneer Lorilleux   |                      |
| Rachel Devirys      | mevrouw Fauconnier |                      |
| Jacqueline Morane   | mevrouw Gaudron    |                      |
| Yvonne Claudie      | mevrouw Putois     |                      |
| Georges Paulais     | pastoor Bru        |                      |